# سنبورن (آیووا)
سنبورن (به انگلیسی: Sanborn) شهری در ایالت آیووا کشور ایالات متحده آمریکا است که جمعیت آن در سرشماری سال ۲۰۱۰ میلادی، ۱٬۴۰۴ نفر بوده‌است.